# لئون جکسون
لئون جکسون (به انگلیسی: Leon Jackson) (زاده ۳۰ دسامبر ۱۹۸۸) خواننده اسکاتلندی است.
او در سال ۲۰۰۷ و در فصل چهارم ایکس فاکتور بریتانیا اول شد .